# Ashley Bickerton
Pour les articles homonymes, voir Bickerton.
Ashley Bickerton, né le 26 mai 1959 à la Barbade et mort le 30 novembre 2022 à Bali, est un artiste contemporain, sculpteur et peintre américain.

## Biographie
Ashley Bickerton naît le 26 mai 1959 à la Barbade. Il fait ses études au Ghana, au Guyana, en Angleterre, à Hawaï, aux Baléares et en Californie où, en 1982, il obtient son Bachelor of Fine Arts du California Institute of the Arts. Il vit et travaille à Los Angeles. Il étudie ensuite au Whitney Independent Studies Program, New York (1985).
Il arrive sur la scène artistique américaine au milieu des années 1980. Avec Peter Halley, Jeff Koons et Meyer Vaisman, il appartient au groupe d'artistes connu sous le nom de Neo-Geos (ou Neo-Geometric Conceptualists).
Ses œuvres apparaissent sur la scène new-yorkaise en 1984, où il tient sa première exposition individuelle à l'Artists Space. Il expose ensuite régulièrement en Amérique et en Europe. En 1990, le Musée national d'Art moderne présente son travail dans le cadre de l'exposition Art et Publicité.
En 1993 il s'établit à Bali en Indonésie, où il meurt le 30 novembre 2022.